# Kentaro Kakoi
Kentaro Kakoi (圍 謙太朗 Kakoi Kentarō?, Nagasaki, 23 de abril de 1991) es un futbolista japonés que juega como guardameta en el Kyoto Sanga F. C. de la J1 League.

## Trayectoria

### Clubes
| Club                    | País  | Año       |
| ----------------------- | ----- | --------- |
| F. C. Tokyo             | Japón | 2014-2016 |
| F. C. Tokyo sub-23      | Japón | 2016      |
| Cerezo Osaka sub-23     | Japón | 2017      |
| Cerezo Osaka            | Japón | 2017-2019 |
| Avispa Fukuoka (cedido) | Japón | 2018      |
| Matsumoto Yamaga F. C.  | Japón | 2020-2021 |
| SC Sagamihara           | Japón | 2022      |
| Blaublitz Akita         | Japón | 2023-2024 |
| Kyoto Sanga F. C.       | Japón | 2024-     |

## Palmarés

### Títulos nacionales
| Título             | Club         | País  | Año  |
| ------------------ | ------------ | ----- | ---- |
| Copa J. League     | Cerezo Osaka | Japón | 2017 |
| Copa del Emperador | Cerezo Osaka | Japón | 2017 |